# Nürnberger Motorradindustrie
Über viele Jahrzehnte hinweg war Nürnberg Zentrum der deutschen Zweiradindustrie. Die Nürnberger Motorradindustrie wurde zu einem Begriff für Innovation, Qualität und motorsportlichen Erfolg.

## Historischer Überblick
Seit dem Jahr 1901 erschienen bei den Nürnberger Fahrradherstellern erste Zweirad-Prototypen mit von Fafnir, Motosacoche oder Zedel hergestellten Motoren.
Bald entstand eine Vielzahl neuer Marken und Manufakturen, so dass man in den 1920er Jahren um die fünfzig in Nürnberg und Umgebung zählen konnte. Für viele dieser kleineren Hersteller kam das Ende ihrer Aktivitäten mit der Weltwirtschaftskrise. Die Aufrüstung der Wehrmacht in den 1930er Jahren füllte bei nur wenigen Fabriken die Auftragsbücher. Die Typenvielfalt wurde stark eingeschränkt.
Die Luftangriffe auf Nürnberg im Zweiten Weltkrieg führten zur weitgehenden Zerstörung vieler Fabriken. Nach Ende des Krieges und dem Wiederaufbau der Produktionsanlagen baute man zunächst die Vorkriegsmodelle teils nur leicht verändert weiter, später ergänzt durch neue Zweiräder, die bis Mitte der 1950er Jahre hervorragende Absatzzahlen brachten. Im sogenannten „Wirtschaftswunder“ Westdeutschlands ging dann der Siegeszug der Motorisierung mit erschwinglichen Kleinwagen (VW Käfer, Lloyd LP 600, BMW Isetta und anderen) voll zu Lasten des Zweiradabsatzes und so mussten gegen Ende des Jahrzehnts viele Werke mit anderen fusionieren oder ganz schließen.

## Hersteller bzw. Marken

### Abako
Abako war der Name einer Marke, unter der zwischen 1923 und 1925 bei der Apparatebau A.G. Kracker & Co. in Nürnberg Motorräder entstanden.

### Ardie
Ardie ist eine von Arno Dietrich gegründete Motorradfirma, die zwischen 1919 und 1958 produzierte.

### Astoria
Die Astoria Motorenwerk GmbH wurde am 29. September 1922 gegründet und hatte ihren Sitz zunächst in der Solgerstr. 6a. Später produzierte man in der Äußeren Rollnerstraße 55 in Nürnberg eigene 289-cm³-Dreikanal-Zweitaktmotorräder, die mit unten offenen Dreiecksrahmen und Druidgabel ausgerüstet waren. Das Vorderrad hatte keine Bremse. Der Antrieb zum Hinterrad erfolgte mittels Riemenantrieb, und das Hinterrad war mit einer Klotzbremse ausgerüstet.
Im Jahre 1923 musste Astoria in Nestoria umbenannt werden, weil die Firma Simson, Suhl, Widerspruch gegen den Namen eingelegt hatte. Simson hatte sich den Namen „Rennastoria“ gesichert. So firmierte Astoria im Juni 1923 in Nestoria um und setzte die Produktion dieser Maschinen fort. Zu diesem Zeitpunkt waren bereits 140 Arbeiter beschäftigt.
Der Nürnberger Hans Wolf, einer der Mitinhaber von Astoria, errang bei der Fränkischen Zuverlässigkeitsfahrt im Jahr 1922 in der Klasse bis 350 cm³ auf einer Astoria den ersten Platz.

### Bischoff & Pedall Nestoria
Siehe Nestoria auf dieser Seite.

### Cockerell
Der Konstrukteur Friedrich Gockerell schuf 1921 einen Fahrradhilfsmotor mit „quadratischem“ Querschnitt – das heißt: Kolbenhub = Zylinderbohrung – und liegendem Zylinder, der über dem Hinterrad eines normalen Fahrrades angeordnet war. Auf dieser Grundlage entwickelte er von 1922 an schnelle Zweitakt-Leichtkrafträder mit liegenden luft- und wassergekühlten 110-cm³-Motoren und einer Leistung von maximal 1,5 PS. Die Maschine wurde einfach angeschoben. Primärtrieb mit Kette zum Zweiganggetriebe und Riemenantrieb zum Hinterrad waren übliche Konstruktionsmerkmale. Gockerell ließ seit 1922 diese sehr erfolgreichen Motorräder bei der unter Cockerell Fahrzeug- und Motorenwerke GmbH in der Siegfriedstr. 17 in Nürnberg angesiedelten Firma produzieren. Das waren die Hallen der Firma Kracker & Co., in denen die Abako hergestellt wurden. Der Hauptsitz von Cockerell befand sich in der Gunzenrainerstr. 6 und Schwanthalerstr. 5 in München. Auch seine wohl bekanntere Konstruktion, das Megola-Motorrad mit 5-Zylinder-Umlauf-Sternmotor im Vorderrad, ist München zuzuordnen.

### DKW
Die Marke DKW ist mit dem Dänen Jørgen Skafte Rasmussen verbunden, dessen Zschopauer Maschinenfabrik im Ersten Weltkrieg einen durch deutsche Militärbehörden finanzierten Dampfkraftwagen entwickeln sollte. Mitte 1932 wurden die Zschopauer Motorenwerke J. S. Rasmussen Teil der Chemnitzer Auto Union AG, die nach dem Zweiten Weltkrieg aufgelöst wurde. Die 1949 in Westdeutschland neu gegründete Auto Union GmbH verkaufte 1958 ihre Ingolstädter DKW-Zweiradfertigung an die im gleichen Jahr neu geschaffene Zweirad Union in Nürnberg. Diese ging Mitte der 1960er Jahre in den Hercules-Werken von Fichtel & Sachs auf.

### Eichelsdörfer
Die Brüder Wilhelm und Josef Eichelsdörfer begannen in der Bogenstraße 12 in Nürnberg im Jahr 1930 mit dem Bau von 200-cm³- und 300-cm³-Motorrädern. In das Fahrwerk wurden seitengesteuerte J.A.P.-Motoren eingebaut. Der Absatz beschränkte sich wohl nur auf die engere Region, und Eichelsdörfer musste im Jahr 1934 die Produktion einstellen.

### Enag
Die Firma Erle und Nestler AG, kurz ENAG in der Johannisstraße 9–11 in Nürnberg war ein altes Unternehmen der Elektrotechnik. Im Jahr 1924 begann man aber mit dem Bau von Zweitaktmaschinen mit 248 cm³, die von Theo Steininger konstruiert wurden. Ein Prototyp entstand bereits im Jahr 1923. Das im Jahr 1924 auf der Leipziger Messe vorgestellte Serienmodell fand große Beachtung auf Grund der besonderen Konstruktionsmerkmale des Motors. Die eigenwillige Konstruktion war gekennzeichnet durch einen wassergekühlten liegenden Zylinder in Verbindung mit einem luftgekühlten Zylinderkopfdeckel. Die Wasserkühlung war als Thermosiphonkühlung ausgelegt.
Da der erwartete Absatz dieser Maschine jedoch nicht eintrat, veräußerte Erle und Nestler die Produktion an die mechanische Werkstätte Michael Sept und Fritz Unger in der Schwabacher Straße 67 in Nürnberg. Dort wurde dann bis 1926 die Maschine mit nun 348 cm³ Hubraum und dem Logo S&U in geringer Stückzahl gefertigt. Der anfängliche Riementrieb wurde 1925 durch Kette ersetzt, ebenso das Zweiganggetriebe durch ein solches mit drei Gängen.

### Enlag
Siehe Eschag auf dieser Seite.

### Epa
Die EPA-Motorräder wurden von den Brüdern Edmund und Peter Pazicky in Nürnberg von 1924 bis zur Weltwirtschaftskrise hergestellt. Der Namensgeber Edmund Pazicky war der technische Geschäftsführer des Unternehmens, während Peter Pazicky für den kaufmännischen Bereich verantwortlich zeichnete. Es finden sich die Adressen Schnieglingerstraße 321 und Gertrudstraße 26.
Rahmen und Gabel wurden selbst gefertigt, während alle übrigen Teile hauptsächlich aus England importiert wurden. Die Einbaumotoren stammten von J.A.P. und hatten gewöhnlich einen Hubraum von 293 cm³, später wahlweise auch 344 cm³. Es wurde auch je ein Modell mit einem 1000-cm³-V-Zweizylinder und einem 600-cm³-Einzylindermotor von J.A.P. gefertigt.

### Eschag
Die Eschag Motoren Gesellschaft mbH in der Julienstraße 14 in Nürnberg baute von 1923 bis 1926 298-cm³-Dreikanal-Zweitaktmaschinen in geringer Stückzahl sowie 150-cm³-Zweitaktmotorräder, die mit einem Riemenantrieb ausgerüstet waren. Mit einer solchen 150er errang der aus Nürnberg stammende Rennfahrer Engelbrecht einen beachtlichen zweiten Platz bei der Bayerischen Bergmeisterschaft im Jahr 1924. Im Jahr 1925 wurde die Firma umbenannt in Enlag Motoren GmbH. Eschag erreichte, wie viele damalige Motorradhersteller auch, nicht die erhoffte Bedeutung und den geplanten Absatz, so dass die Produktion im Jahr 1926 eingestellt werden musste.

### Express
Die Express Werke AG in Neumarkt bauten von 1903 an Motorräder und fusionierten im Jahr 1958, zusammen mit Victoria und DKW zur Zweirad Union mit Sitz in Nürnberg.

### Ferbedo
Ferbedo war der Firmenname von Ferdinand Betthäuser in der Fürther Straße 306 in Nürnberg-Doos. Von 1953 an produzierte Ferbedo einen von einem 48-cm³-Zündapp-Combimot-Zweitaktmotor angetriebenen einfachen Motorroller mit der Bezeichnung R48 und einer Leistung von 1,5 PS, allerdings ohne großen wirtschaftlichen Erfolg. Die Produktion endete daher bereits im Jahr 1954.

### Fortuna
Das Fortuna Kleinmotorenfahrzeugwerk in der Fürther Straße 384 in Nürnberg Doos begann im Jahr 1921 mit der Fertigung von 249 cm³ und 297 cm³ Dreikanal Zweitaktmotorrädern mit außenliegender Schwungscheibe. Während der gesamten Produktionsdauer wurden ausschließlich diese beiden Typen hergestellt. Karl Kumpt und Eugen Pospischil belegten mit einer 249-cm³-Fortuna beim Ködelbergrennen am 28. Juni 1925 die Plätze 1 und 2. Die Fortuna GmbH wurde am 1. März 1929 liquidiert.

### Franzani
L. Seidel produzierte seine Motorräder unter der Firma Franzani Motorenwerk GmbH in der Schwabenstraße 51 in Nürnberg. Von 1923 an war man in der Lage, eigene 298-cm³-Zweitaktmodelle, 1925 dann auch 350-cm³-Modelle anzubieten. Das 350er Motorrad, noch mit Riemenantrieb, verfügte aber bereits über Trommelbremsen. Seit etwa 1926 wurden die Maschinen mit J.A.P.-Viertaktmotoren mit 198 cm³ bis 496 cm³ ausgerüstet.
Die schwierige wirtschaftliche Situation zwang im Jahr 1928 zur Beschränkung auf nur einen Motorradtyp. Gebaut wurden dann allerdings nur wenige Exemplare vom Typ FK59 mit den von Richard Küchen konstruierten, dreiventiligen, obengesteuerten 497 cm³ Motoren. Der schleppende Absatz zwang dazu, die Firma an Gottlieb Düll in der Schoppershofstraße 8 in Nürnberg zu verkaufen. Dort wurde die Produktion unter dem Namen Franzani fortgeführt. Während die FK59 im Programm blieb, erweiterte man das Angebot um vier zusätzliche Modelle. Die Motorradpalette umfasste nun zusätzlich Modelle mit 200 cm³, zwei mit 300 cm³ und ein weiteres mit 500 cm³ Hubraum. Damit hat sich die kleine Motorradfirma wohl übernommen, denn 1931 musste die Produktion eingestellt werden.

### Gockerell
Siehe Cockerell auf dieser Seite.

### Hagel
Die Hagel Kraftradbau AG in Nürnberg produzierte von 1923 bis 1925 nur eine sehr geringe Stückzahl von Motorrädern mit eigenkonstruierten Dreikanal-Zweitaktmotoren mit 247 cm³ Hubraum. Es handelte sich um eine der Weißen Mars nachempfundene Kastenrahmenkonstruktion. Sporterfolge oder Presseinserate sind nicht bekannt.

### Hecker
Hecker produzierte von 1922 bis 1956 anfangs so genannte Einbaumotorräder Emora, später komplette Motorräder mit unterschiedlichen Hubräumen.

### Heilo
Die Motorradfabrik Heilbrunn & Co. in der Bauerngasse 21 in Nürnberg produzierte von 1923 bis 1925 die Heilo-Motorräder. In ein sehr ansprechendes und verwindungssteifes Fahrwerk, dessen augenscheinlichstes Merkmal die vier geradlinig verlaufenden Rohre vom Steuerkopf zur Hinterradachsaufnahme war, setzte der Hersteller einen Zweitaktmotor mit 348 cm³ Hubraum eigener Konstruktion ein. Für den Primärtrieb zum Dreiganggetriebe war eine Kette vorgesehen, während für den Sekundärantrieb zum Hinterrad wahlweise Kette oder Riemen verfügbar war. Verzögert wurde das Motorrad mittels Innenbackenbremse in beiden Rädern. Das Vorderrad war in einer Parallelogramm-Federgabel geführt.

### Heller
Von 1923 bis 1926 produzierte die Heller-Motorradfabrik in der Prechtlgasse 14 in Nürnberg Motorradtypen mit zwei unterschiedlichen Fahrwerkskonstruktionen und diversen Motoren.
Relativ bekannt ist die der Victoria K.R. I. ähnliche Maschine, denn sie hatte auch einen von Martin Stolle bei BMW mitkonstruierten Boxermotor des Typs M2 B15 mit 494 cm³. Es wurden auch Maschinen mit seitengesteuerten 746 cm³ Boxermotoren der Fürst Hohenzollernschen Maschinenfabrik, Immendingen, hergestellt. Die Kraftübertragung erfolgte über ein Dreiganggetriebe sowie Keilriemen zum Hinterrad. Das Motorrad wurde ausschließlich mit der im Hinterrad eingebauten Klotzbremse verzögert.
Beim zweiten Motorradtyp handelte es sich um eine für die damalige Zeit beachtliche Doppelschleifen-Rohrrahmen-Konstruktion! Zur Auswahl für dieses Fahrwerk stand ein 200-cm³-Motor entweder in Zweitakt oder Viertaktversion sowie ein 350-cm³-Küchenmotor.

### Hercules
Hercules war ein Fahrrad-, Moped- und Motorradhersteller, der 1886 als Velozipedfabrik Carl Marschütz & Co. gegründet wurde und seit 1887 als Nürnberger Velozipedfabrik Hercules firmierte. 1963 übernahm Fichtel & Sachs die Hercules-Werke. 1987 wurde Fichtel & Sachs von Mannesmann übernommen und Hercules von Mannesmann 1995 an den niederländischen Accell-Konzern verkauft. Von 2006 bis Oktober 2007 war die Hercules Fahrrad GmbH & Co. KG in Neuhof ansässig. Danach wurde Hercules nach Sennfeld bei Schweinfurt verlegt.

### Javon
Javon, also Johann Adam Vogler Fahrzeugbau, Rohrmattenstrasse 16 in Nürnberg-Zerzabelshof, produzierte eine geringe Anzahl von 198-cm³- und 498-cm³-Maschinen mit seitengesteuerten Viertaktmotoren, die er von Sturmey-Archer bezog. Vogler kaufte im Jahr 1925 die sich in Konkurs befindliche Firma Abako, führte die Produktion der Abako-Motorräder weitgehend unverändert fort bis zur Weltwirtschaftskrise. Im Jahr 1929 ging auch er in einen vermutlich geplanten Konkurs, denn er erwarb in dieser Zeit die Konkursmasse der Motorradmarken Ocra und Lloyd. Die Produktion dieser Marken führte er jedoch nicht fort, sondern baute unter der Marke Javon bis 1932 eigene Maschinen. Vogler sicherte aber auch die Ersatzteilversorgung der Motorradmarken Abako, Ocra, Cockerell und Lloyd. Heute sind noch zwei Maschinen (198-cm³-Sturmey-Archer Motor) bekannt. Eine davon ist fahrbereit, von der anderen sind nur noch Teile erhalten. Außerdem existiert noch ein Foto von einer Javon mit vermutlich 500 cm³

### J.H.C.
Johann Hirschmann & Co. Motorradbau in Nürnberg, kurz J.H.C., produzierte von 1921 bis 1923 Motorräder mit eigenen 200 cm³ Zweitaktmaschinen in kleiner Stückzahl. Der liegend eingebaute Motor trieb über Keilriemen ohne Getriebe direkt das Hinterrad an. Die Bremseinrichtung bestand aus einer Felgenklotzbremse für das Hinterrad, wie es damaliger Standard war.

### Kofa
Die Motor & Fahrradbau Kofa AG in der Neutorstraße 10 in Nürnberg stellte von 1923 bis 1925 nur sehr wenige Motorräder mit einem 289 cm³ Zweitaktmotor her. Dieser war in einem Dreiecksrohrrahmen eingebaut.

### Lloyd bzw. Ocra
Das Ottmar Cramer (Ocra), Lloyd Motoren Werk in der Unteren Turmstraße 16 in Nürnberg, später in der Poppenreuther Straße 56, begann 1922 mit dem Bau eines Leichtmotorrades. Dies war ein bei Hecker gefertigtes Einbaumotorrad, genannt Emora, in das ein Maurer Zweitaktmotor mit 118 cm³ eingebaut wurde. Es folgten Motorräder mit 500 cm³ J.A.P.-Motoren sowie solche mit obengesteuerten 350 cm³ Kühne Motoren aus Dresden. Diese verfügten bereits über Dreiganggetriebe, Kettenantrieb zum Hinterrad sowie Backenbremse an beiden Rädern. Von 1924 an wurden die Motorräder unter der Bezeichnung Lloyd vertrieben. Sportliche Erfolge sind einige zu nennen. Bei Traditionsrennen Würgauer Bergrennen, das bereits vor dem Ersten Weltkrieg existierte, belegte eine Ocra unter dem Fahrer Gaßmann, Nürnberg in der Klasse „Industriefahrer“ den zweiten und Bickel, Nürnberg, in der Klasse „Herrenfahrer bis 500 cm³“ den ersten Platz. Auch bei der Fränkischen Zuverlässigkeitsfahrt 1925 konnte Gaßmann in der Klasse bis 250 cm³ den zweiten Platz erringen. Nach wirtschaftlichen Schwierigkeiten übernahm im Jahr 1925 Johann Adam Vogler Javon die Firma.

### Mammut
Die Maschinenfabrik Berner & Co in der Ludwig-Feuerbach-Straße, vorher in der Inneren Laufer Gasse 20 in Nürnberg, produzierte von 1925 bis 1933 eine Reihe interessanter Motorräder unter dem Markennamen Mammut. Die Mammutwerke, die 1928 als größte Maschinenfabrik Bayerns galten und besonders im Maschinenbau von mittelschweren Werkzeugmaschinen bekannt waren, fertigten in einer Sonderabteilung Motorräder. Anfangs wurden 198-cm³-Baumi-Zweitaktmotoren verwendet, dann folgten Maschinen mit eigenen Zweitakt- und Viertaktmotoren mit 250, 300 und 350 cm³ Hubraum. Von 1928 an produzierte man 198-cm³-Maschinen mit englischen Villiers-Zweitakt-Einbaumotoren und auch 196-, 348- und 496-cm³-Maschinen mit ebenfalls englischen Motoren von Blackburne. Berner & Co. baute auch Motorräder mit verschiedenen Einbaumotoren der Schweizer Firmen Motosacoche und Moser sowie Maschinen mit J.A.P.-Einzylindermotoren.
In den Jahren 1926 bis 1928 baute man sehr erfolgreiche Rennmaschinen mit obengesteuerten Blackburne-Motoren mit 248 cm³ und 348 cm³ Hubraum, die eine Leistung von elf beziehungsweise 15 PS lieferten. 1928 siegten Reinhard, Frankfurt, auf der Trabrennbahn in Gelsenkirchen, in der Klasse 250 cm³ und Degen, Frankfurt, bei einem Rennen in Bad Aibling in der Klasse bis 350 cm³ mit einer 250-cm³-Mammut. Degen blieb bei der Winternachtfahrt 1929 als Einziger strafpunktfrei. Später verwendete man dann in den Rennmaschinen englische Motoren von J. A. P. Im Jahre 1931 errang Weidemann, Hannover, beim Eilenriederennen und beim Fichtenhainrennen den zweiten Platz und beim Teterower Bergring-Rennen einen Sieg, den er 1932 wiederholen konnte.
1933 kam das Ende für die Firma. Nach dem Zweiten Weltkrieg gab es wieder Mammut-Motorräder, allerdings aus Bielefeld und sie standen in keiner Beziehung zu den hier geschilderten Nürnberger Maschinen.

### Mars
Mars wurde im Jahr 1873 von Paul Reissmann zur Herstellung von gusseisernen amerikanischen Öfen gegründet. Später produzierte man Motorräder verschiedener Hubraumklassen. Außerdem baute Mars einige Automobile bis in das Jahr 1907. Berühmt wurde die Weiße Mars aus den 1920er-Jahren. 1958 war Mars gezwungen, Konkurs anzumelden.

### Maurer
1922 begann Maurer mit dem Bau von Motorfahrrädern, die von einem 118-cm³-Zweitakter angetrieben wurden. Ein Jahr später verwendete man die bei Hecker gebauten Emora Einbaurahmen und setzte auf einen Hubraum von 172 cm³ gebrachte Motoren ein. Im Jahr 1923 erschien ein Motorrad mit einem liegend eingebauten, wassergekühlten Zweitaktmotor mit 225 cm³ Hubraum mit Keilriementrieb zum Hinterrad sowie Klotzbremse und ungebremstem Vorderrad. 1924 kam eine Version mit stehendem Zylinder und 247 cm³ auf den Markt, die bereits über Kettenantrieb zum Hinterrad verfügte. Wieder ein Jahr später konnte man ein wassergekühltes Modell mit längs eingebautem Zweizylinder-Boxermotor präsentieren. Dieses aufwendig herzustellende Motorrad fand bei den billigeren Massenprodukten der Mitbewerber jedoch eine zu starke Konkurrenz, und die Firmenleitung war zur Einstellung der Produktion im Jahr 1928 gezwungen. Das Unternehmen existierte bis 1971.

### M.F.
Die Motorfahrzeugfabrik Max Fischer in Nürnberg Johannis stellte unter dem Namen M.F. von 1922 bis 1925 der Victoria K.R. I. ähnliche Motorräder her. Eingebaut wurde der von BMW hergestellte Boxermotor Typ M2 B15. Nachdem BMW seit 1923 eigene Motorräder vom Typ R32 produziert hatte, wurde die Belieferung der Mitbewerber mit solchen Aggregaten eingestellt, und Max Fischer fand bei der englischen Firma Blackburne Ersatz. Seit diesem Zeitpunkt baute man dann Motorräder mit seitengesteuerten 347- und 497-cm³-Einzylindermotoren von Blackburne.

### M.J.S. und N.I.S.
Bei der Fahrzeugfabrik Schönfeld & Schwarz in Nürnberg wurden von 1924 bis 1925 einfache 245-cm³-Zweitaktmaschinen mit der Modellbezeichnung Typ C unter der Marke M.J.S. in geringer Stückzahl produziert. Ausgerüstet mit Dreiganggetriebe und Keilriemenantrieb des Hinterrades hatten diese Motorräder nur eine Klotzbremse am Hinterrad. Im Jahr 1925 war eine Maschine vom Sporttyp D verfügbar mit einem 298 cm³ Motor von J.A.P. Nach wirtschaftlichen Problemen und einer Umorganisation bot man von 1926 an Motorräder unter der Marke N.I.S an. Dies verhinderte aber nicht, dass man im Jahr 1928 die Tore für immer schließen musste.

### Nestoria

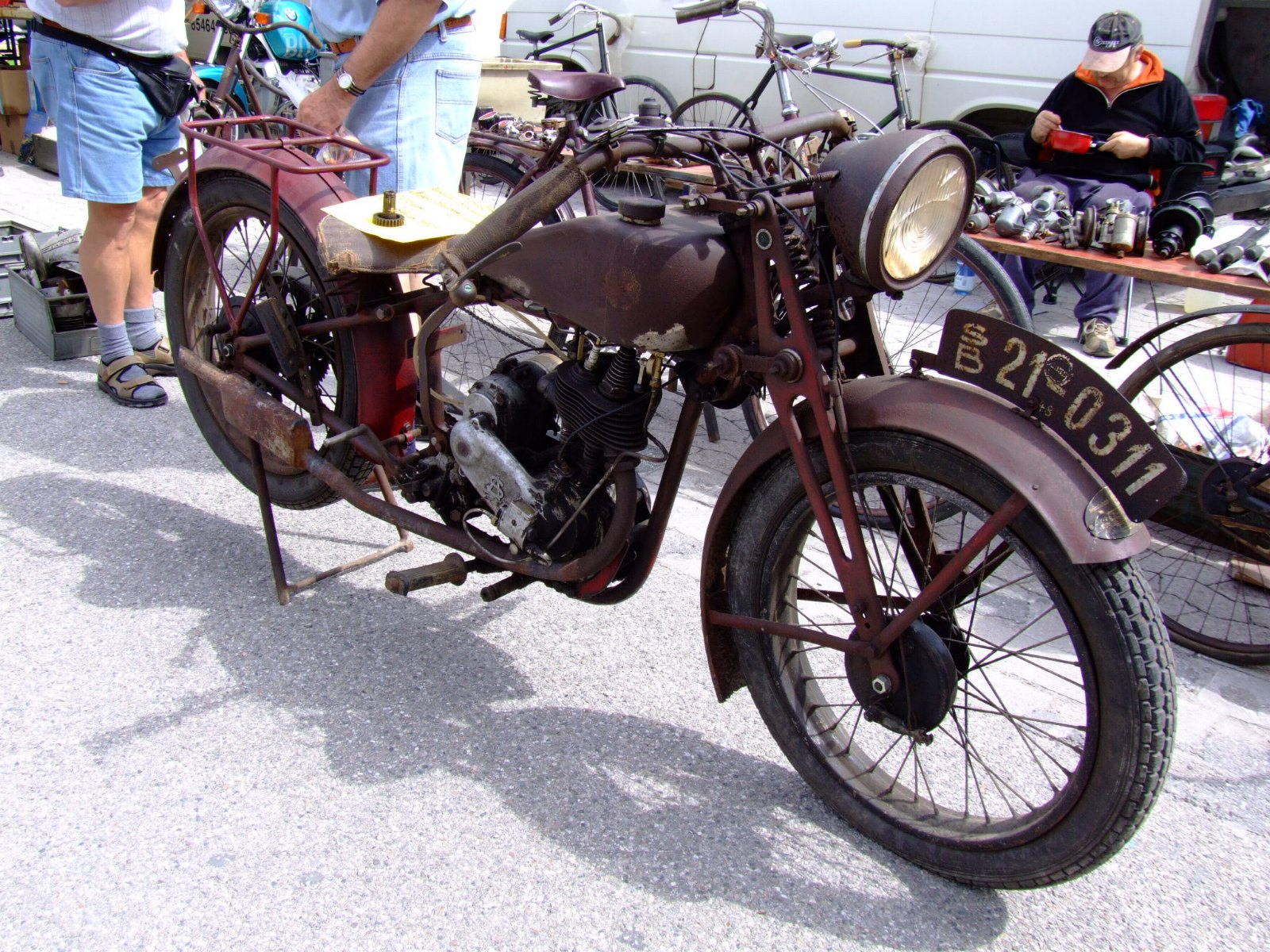
Nestoria (1929)

Die Nestoria Motorenwerk GmbH residierte nach der Namensänderung von Astoria in Nestoria in der Äußeren Rollnerstraße 55 in Nürnberg. Zu diesem Zeitpunkt waren bereits 140 Arbeiter beschäftigt. Am 8. September 1926 wurde das Konkursverfahren über die Nestoria eröffnet, am 24. Januar 1930 nach der Schlussverteilung aufgehoben. Bereits 1925 hat Hans Bischoff Handlungsvollmacht erhalten, auch Johann Pedall. Vermutlich im Zuge des Konkurses haben sie Rechte an der Firma erhalten und firmierten dann als Bischoff & Pedall Nestoria Kraftfahrzeugbau.
Anfangs wurden 289- (Astoria) und 346-cm³-Zweitaktmaschinen gebaut. Seit 1926 baute man auch von Richard Küchen konstruierte 346- und 498-cm³-Motorräder mit oben gesteuerten Motoren. In den Jahren 1927 bis 1928 folgten Maschinen mit Einbaumotoren von Motosacoche (MAG) mit 496 cm³ und 598 cm³ Hubraum. Von 1928 an wurden Einbaumotoren mit 500 cm³ und 200 cm³ von Sturmey-Archer verbaut. Der Kunde konnte auf Wunsch jedoch auch einen Motor von Blackburne oder J.A.P. in sein Fahrzeug bekommen.
Sportliche Erfolge waren hauptsächlich mit den Zweitaktern zu verzeichnen, u. a. 1924 einen zweiten und einen vierten Platz bei der Nordbayerischen Zuverlässigkeitsfahrt, oder bei der Reichsfahrt im gleichen Jahr einen fünften Rang. Bei der Würgauer Bergfahrt erreichte eine Nestoria in der Herrenfahrerklasse bis 350 cm³ den ersten Platz. 1930 siegte eine Nestoria-JAP beim Teterower Bergringrennen in den Klassen 250 cm³ und 500 cm³ Hubvolumen.
Im Jahre 1931 musste die Produktion eingestellt werden. Eine Reparaturwerkstatt wurde noch in der Mittleren Kanalstraße 1b bis zur vollständigen Liquidierung der Firma im Jahr 1933 weitergeführt.

### N.I.S.
Siehe M.J.S. auf dieser Seite.

### Ocra
Siehe Abschnitt #Lloyd bzw. Ocra.

### Orial
Die Triumph Werke AG in der Fürther Straße 212 in Nürnberg trennte sich von Triumph in Coventry im Jahre 1929. Nach juristischen Auseinandersetzungen über die Markenrechte mit Triumph/Coventry wurden die deutschen Triumph-Modelle von 1929 bis 1931 für den Export zunächst unter dem Namen Orial, nach Protest einer gleichnamigen französischen Firma dann schließlich unter TWN für Triumph Werke Nürnberg vertrieben. Es handelte sich um 346-cm³- bis 746-cm³-Maschinen mit Motosacoche-Einbaumotoren.

### Owus
Bei Otto Wittkopf & Söhne, kurz Owus in Nürnberg entstand im Jahr 1927 ein Meisterstück in Form eines mit einem obengesteuerten 249-cm³-Viertaktmotor mit 4,5 PS Leistung ausgerüsteten Motorrades mit Trapezgabel. Dieses Einzelstück ist im Museum Industriekultur in Nürnberg ausgestellt.

### Premier
Die Premierwerke AG., Fahrrad & Maschinenfabrik (J.C. Braun) in der Wächterstraße 2 in Nürnberg produzierten zwischen 1911 und 1913 269-cm³-Zweitakt- und seitengesteuerte 293- sowie 348-cm³-Viertaktmaschinen. Gegründet wurde Premier vom Stammhaus Premier Cycle Company der Fahrradpioniere William Hillmann, William Henry Herbert und George Beveley Cooper im englischen Coventry. Dort produzierte man seit 1891 Fahrräder und seit 1908 Motorräder. Die Premierwerke übersiedelten kurz vor dem Ersten Weltkrieg nach Eger und entwickelten sich bis 1930 zur größten Motorradfabrik der Tschechoslowakei. Das Nürnberger Zweigwerk entstand 1911 durch Zusammenschluss mit der Firma Christian Braun.

### Prior
Die Hercules Werke GmbH in der Fürther Straße 191–193 in Nürnberg planten von den 1930er Jahren an, auch nach England zu exportieren. Dass Großbritannien dem Madrider Markenzeichenabkommen nicht beigetreten war, ermöglichte die Gründung einer Firma mit dem Namen Hercules in Birmingham. Die bereits 1886 entstandene Firma Hercules in Nürnberg war aber älter, so dass man die Produkte unter dem Markennamen Prior (von lat.: prior = wörtlich der „Frühere“) vertrieb. Dieser Name wurde bis in die 1960er-Jahre benutzt, bis man durch die Verschmelzung zur Zweirad Union die exzellente Marke DKW verwenden konnte.

### Rex

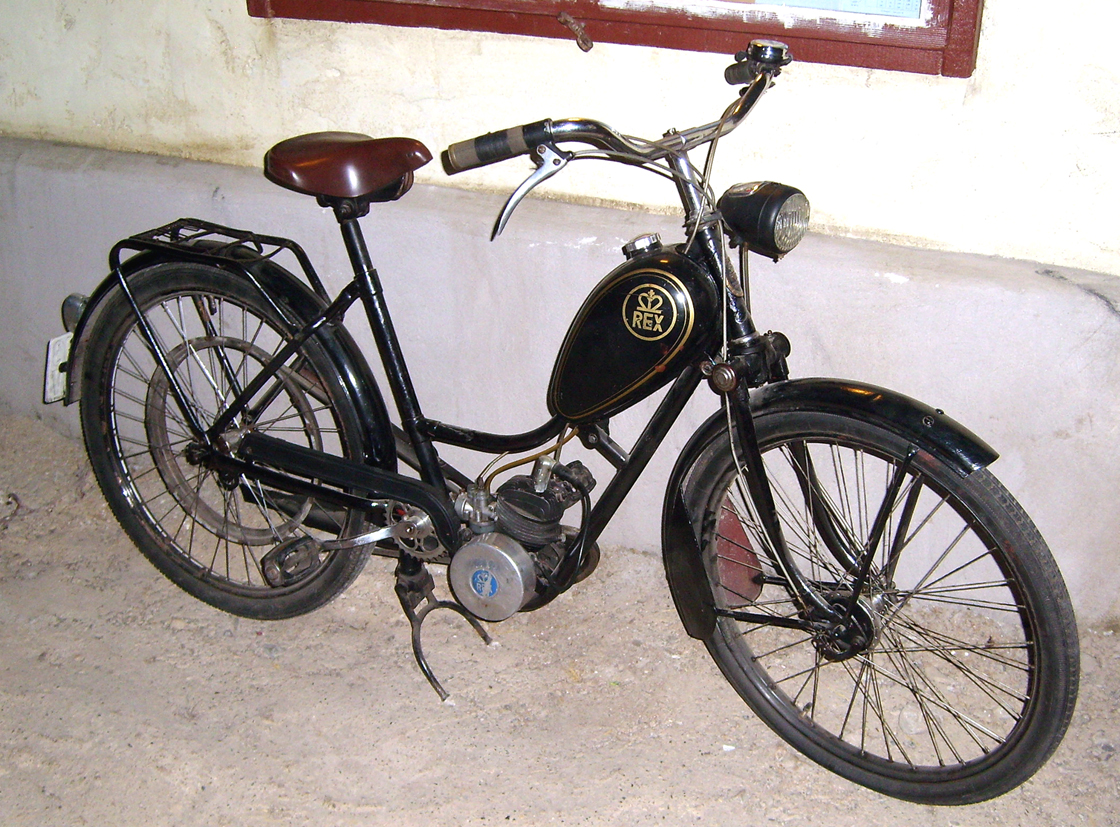
Fahrrad mit Hilfsmotor von „Rex“, Motorradhersteller mit Sitz in Possenhofen

Die Rex Kraftfahrzeug GmbH in Behringersdorf bei Nürnberg produzierte von 1923 bis 1925 Motorräder mit 350- (nach anderen Quellen mit 283-)cm³-Zweitaktmotoren und einem unten offenen Dreiecksrahmen und Druidgabel. Der Antrieb des Hinterrades erfolgte ohne Getriebe direkt mittels Keilriemen. Verzögert wurde ausschließlich das Hinterrad mit einer Klotzbremse. Der Hersteller sollte nicht mit dem in Possenhofen (später München) angesiedelten Betrieb verwechselt werden, der nach dem Zweiten Weltkrieg Motoren sowie Fahrräder mit Hilfsmotoren herstellte. Auch nichts zu tun hat er mit heutigen Motorrollern der Marke Rex, die von dem westfälischen Fahrradhersteller Prophete vertrieben werden.

### Rut
August Gernet baute in der Mittleren Kanalstraße 18 in Nürnberg unter der Markenbezeichnung Rut von 1923 bis 1924 ein Leichtmotorrad mit einem 250 cm³ Zweitaktmotor mit Zweiganggetriebe und Riemenantrieb zum Hinterrad. Nach einer anderen Quelle aber primitive 132 cm³ Zweitaktmaschinen mit außenliegender Schwungscheibe. In jedem Fall aber ohne jeglichen Erfolg.

### S & G
S & G ist das Kürzel der Maschinenfabrik Scharrer & Groß, Grenzstraße 13 in Nürnberg, die von 1925 bis 1931 Motorräder und auch den dreirädrigen Schnell-Lieferwagen VELOX herstellte. Bereits vor dem Einstieg in die Motorradproduktion verfügte man bei S & G über umfangreiche Erfahrungen im Bau von stationären Dieselmotoren, Schiffsmotoren sowie Motorradmotoren.
Anfangs produzierte S & G seitengesteuerte 350-cm³- und 500-cm³-Einbaumotoren (Typ 350 S und Typ 500 S), auch für den Motorradhersteller Hecker. Diese Motoren wurden auch für das Velox-Dreirad verwendet. Im Jahr 1927 erschienen die mit kopfgesteuerten Motoren ausgerüsteten Modelle 350 K und 500 K mit 14 PS und 20 PS Leistung auf dem Markt. 1928 folgten Modelle, die mit seiten- oder kopfgesteuerten 600-cm³-Motoren ausgerüstet waren. Das folgende Jahr brachte die Satteltanks anstelle der Einstecktanks, und auch die Schwertschaltung des ebenfalls bei S & G produzierten Getriebes wurde durch die modernere Tankschaltung ersetzt. Im Jahr 1928 begann man mit dem Bau von steuer- und führerscheinfreien Zweitaktmodellen unter Verwendung der mit 176 cm³ und 196 cm³ bei Villiers in Großbritannien produzierten Einbaumotoren.

### S & U
Siehe Enag auf dieser Seite.

### Steib
Steib war einer der bekanntesten Hersteller von Motorrad-Seitenwagen in Deutschland.

### Triumph
Triumph wurde im Jahre 1896 in Nürnberg als Tochtergesellschaft ins Leben gerufen von dem Nürnberger Kaufmann Siegfried Bettmann, der 1884 nach England ausgewandert war und dort Triumph in Coventry gegründet hatte. 1929 erfolgte die Trennung vom englischen Stammhaus. 1956 musste die Motorradproduktion eingestellt werden.

### Victoria
Victoria wurde 1886 gegründet und begann mit der Produktion von Hochrädern. Später produzierte man über viele Jahrzehnte hinweg sehr erfolgreich Motorräder unterschiedlichster Hubraumklassen. 1958 erfolgte der Zusammenschluss zur Zweirad Union, die später von Hercules übernommen wurde.

### Ziejanü/ZJN
Die Firmengründer Ferdinand Zieglgänsberger und Max Jakob in der Untere Kanalstraße 1 und Tafelfeldstraße 71 in Nürnberg bauten und verkauften ihre Motorräder von 1923 bis 1926 unter dem Markennamen Ziejanü und ZJN. Anfangs entstanden – der Zündapp K249 nicht unähnliche – Zweitaktmotorräder mit einem Hubraum von 249 cm³ sowie Zweiganggetriebe und Riemenantrieb zum Hinterrad. 1925 stellte man die eigene Motorenfertigung wohl aus Kostengründen ein und verwendete englische Einbaumotoren von J.A.P. und Blackburne mit verschiedenen Hubräumen.

### Zündapp
Die Zünder-Apparatebau-Gesellschaft wurde während des Ersten Weltkrieges 1917 in der Lobsingerstraße 8 von Fritz Neumeyer zusammen mit der F. Krupp AG (Essen) sowie der Uhren- und Werkzeugmaschinenfabrik Gebr. Thiel GmbH (Ruhla) gegründet. Neumeyer wurde 1918 alleiniger Besitzer des Werkes, das 1921 sein erstes Motorrad auf den Markt brachte. Im Laufe der folgenden Jahrzehnte folgten eine Reihe interessanter Konstruktionen, darunter das Wehrmachtsgespann KS 750 oder der „Grüne Elefant“ KS 601. Der mangelnde Absatz des mit hohem finanziellen Engagement zur Produktion gebrachten Kleinwagens Janus zwang Neumeyer 1958, das Nürnberger Werk an die Robert Bosch GmbH zu verkaufen und den Unternehmenssitz in das Anfang der 1950er Jahre gebaute Werk in München, Anzinger Str. 1–3 zu verlegen.

### Zweirad Union
Die Zweirad Union war 1958 das Ergebnis der Fusion von Victoria, Express und DKW. Die Aktienmehrheit hielten im Laufe der Jahre Odilo Burkhart, Faun und Sachs.

### Zwerg
Die von A. König gegründete Motoren- und Pumpenfabrik am Plärrer 4 in Nürnberg produzierte und verkaufte unter dem Namen Zwerg von 1923 bis 1925 Leichtmotorräder mit 147 cm³ und 187 cm³ Hubraum mit Nasenkolben-Zweitaktmotoren.

### Sonstige
In der näheren Umgebung von Nürnberg gab es noch einige weitere Motorradmarken.
- Im Nachbarort Fürth produzierte Julius Höflich von 1922 bis 1925 die kleinen Juhö - Motorräder.
- In Burgfarrnbach wurden von 1924 bis 1926 Motorräder unter der Bezeichnung K.Z., was für Kolb & Ziegler stand, gebaut. Es waren Einzylinder Viertaktmaschinen mit Zweiganggetriebe, Keilriemenantrieb und Parallelogrammgabel. Bei den Bremsen handelte es sich um normale Klotzbremsen. Es gab auch eine Sportmaschine mit 350 cm³ Kühne Einbaumotor und Kettenantrieb zum Hinterrad.
- Ebenfalls in Burgfarrnbach baute Veit Schuh von 1922 bis 1924 unter der Marke V.S. Motorräder mit einer besonderen Konstruktion der Vorderradgabel, denn die Federelemente waren im Lenkkopf unsichtbar untergebracht. Verwendet wurden Motoren unbekannter Herkunft mit, laut Typenschild, 78-mm-Bohrung und 87-mm-Hub, also 415 cm³ und einer Leistung von 2,4/5 PS.
- Karl Ludwig Konrad baute von 1923 bis 1925 in Schwabach Motorräder unter der Marke Odin. Es waren einfache Zweitaktmodelle mit 125 cm³ Hubraum, 2,4 PS Leistung, Zweiganggetriebe und Klotzbremse im Hinterrad.
- Albert Roder und Karl Zirkel waren die Gründer der Firma Ziro in Fürth, später in Forchheim. Diese interessanten Roder-Konstruktionen mit 150, 250 und 350 cm³ Hubraum waren außerordentlich leistungsfähige Drehschieber-Zweitakter und wurden von 1920 bis 1925 gebaut. Roder und Zirkel gründeten 1923 die E.M.A.G. in Erlangen.
- E.M.A.G., Erlanger Motoren Aktien Gesellschaft hieß anfangs die von Albert Roder im Jahr 1923 mitgegründete und 1924 in Ermag umbenannte Motorradfirma in Erlangen, die bis 1932 u. a. sehr leistungsfähige 250-cm³-Viertaktmaschinen mit Haarnadelventilfedern produzierte.

## Anhang